# Iglesia del Santo Ángel Custodio

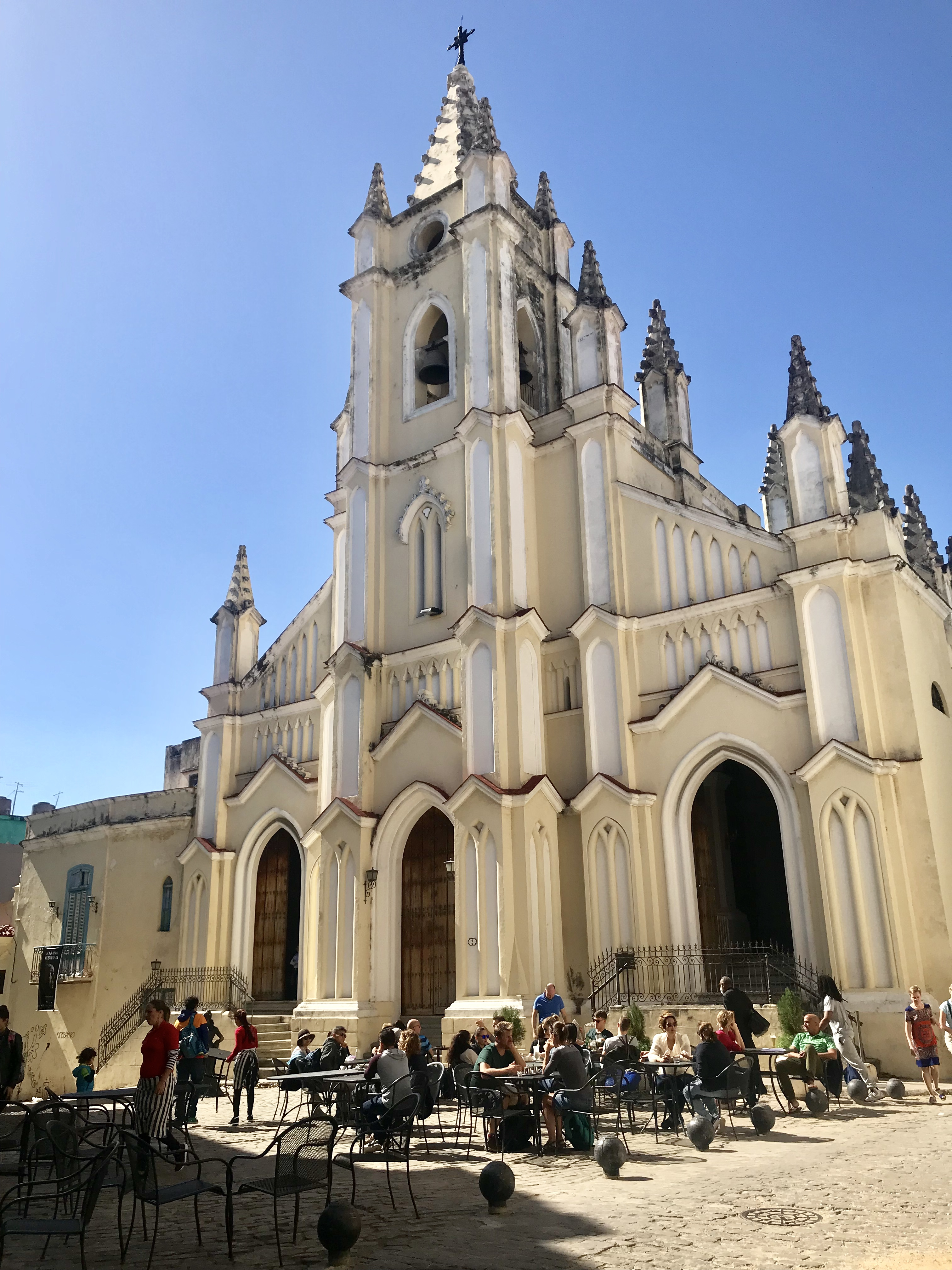
Fachada principal de la iglesia.

La Iglesia del Santo Ángel Custodio es una iglesia católica situada en La Habana Vieja, Cuba. Conocida por su rica historia, arquitectura distintiva e impacto cultural significativo, esta iglesia es uno de los monumentos más importantes de la ciudad.

## Historia
La Iglesia del Santo Ángel Custodio fue fundada en 1689 por monjes franciscanos. Originalmente, la estructura era una modesta capilla de madera, que servía a los habitantes de la recién fundada villa de San Cristóbal de La Habana. En 1695, debido al crecimiento de la población y a la necesidad de una estructura más durable, se inició la construcción de una iglesia más grande y sólida. Esta nueva iglesia, construida con materiales más resistentes como la piedra, fue finalizada y consagrada en 1689, dedicándose al Santo Ángel Custodio, el santo patrón de la parroquia.
Durante el siglo XVIII, la iglesia fue ampliada y embellecida con elementos barrocos. En 1760, se erigió un campanario que se convirtió en un punto de referencia para los navegantes que se aproximaban al puerto de La Habana. En 1793, el templo fue nuevamente ampliado, añadiéndose una nave lateral y reformando el altar mayor.
En el siglo XIX, la iglesia sufrió nuevas transformaciones, esta vez con influencias neogóticas. En 1820, se añadió una cúpula sobre el crucero, y en 1830, se completó la fachada principal con un diseño neoclásico.
En 1704 se edificó su torre y en 1720 el obispo astur Jerónimo de Nosti y Valdés colocó un sistema de embovedado de piedra al espacio de techo correspondiente al altar mayor, ubicado al fondo de la iglesia.
En 1828 un rayo derribó su torre, y como había sido dañada en otras tres ocasiones, principalmente por un huracán en 1846, en 1848 fue demolido su frente y fondo.
Su reconstrucción comenzó en 1866 por el obispo Jacinto María Martínez, quien cambió su estilo barroco por el estilo neogótico.
En el transcurso del siglo XX, la Iglesia del Santo Ángel Custodio continuó siendo un centro vital de la comunidad, resistiendo los embates del tiempo y los cambios políticos que afectaron a Cuba.

## Arquitectura
La arquitectura de la Iglesia del Santo Ángel Custodio es una mezcla ecléctica de estilos barroco y neogótico reflejo de las diversas etapas de construcción y renovación que ha experimentado a lo largo de los siglos.
- Fachada: La fachada principal, terminada en 1830, es un ejemplo claro de la elegancia y simplicidad del neoclasicismo. Está flanqueada por dos campanarios gemelos, y el portal de entrada está adornado con columnas dóricas y molduras clásicas. La parte superior de la fachada presenta un frontón triangular con un relieve del Santo Ángel Custodio.
- Interior: El interior de la iglesia es igualmente impresionante, con una nave central y dos naves laterales separadas por columnas corintias. El techo está adornado con frescos que representan escenas bíblicas. El altar mayor es una obra maestra del barroco, ricamente decorada con detalles dorados, estatuas y pinturas religiosas.
- Campanario: El campanario de la iglesia, construido en 1760, ofrece vistas panorámicas de La Habana Vieja. Durante siglos, ha servido como un punto de referencia para los navegantes y es uno de los elementos más icónicos de la iglesia.
- Cúpula: La cúpula, añadida en 1820, es una característica distintiva del edificio. Se eleva sobre el crucero y está decorada con vitrales que permiten la entrada de luz natural, iluminando el altar mayor.

## Influencia cultural
La Iglesia del Santo Ángel Custodio ha desempeñado un papel crucial en la vida cultural y espiritual de La Habana, y ha dejado una marca indeleble en la historia de Cuba.
- Literatura: La iglesia es mencionada en la novela "Cecilia Valdés" de Cirilo Villaverde, una de las obras más importantes de la literatura cubana. Publicada por primera vez en 1839 y revisada en 1882, "Cecilia Valdés" describe la vida en La Habana durante el siglo XIX, y la iglesia es un escenario clave en la trama.
- Historia: José Martí, el héroe nacional cubano, fue bautizado en esta iglesia el 12 de febrero de 1853. Martí es una figura central en la lucha por la independencia de Cuba, y su conexión con la iglesia la convierte en un lugar de peregrinación para aquellos interesados en su vida y legado.
- Eventos Culturales: La iglesia ha sido sede de numerosos eventos culturales a lo largo de los años. Estos incluyen conciertos de música sacra, exposiciones de arte religioso y festivales comunitarios. Su acústica excepcional la hace un lugar ideal para actuaciones musicales.

## Conservación y Renovación
La conservación de la Iglesia del Santo Ángel Custodio ha sido una prioridad tanto para el gobierno cubano como para diversas organizaciones internacionales.
- Renovaciones del siglo XX: Tras la Revolución Cubana, se llevaron a cabo varias iniciativas de restauración. En la década de 1960, se repararon los daños estructurales y se restauraron los frescos interiores. En los años 1980 y 1990, se realizaron trabajos adicionales para preservar la fachada y los elementos decorativos.
- Colaboraciones internacionales: La UNESCO y otras organizaciones internacionales han contribuido a los esfuerzos de conservación, reconociendo la importancia de la iglesia como patrimonio cultural. Estos esfuerzos han incluido la restauración del campanario y la cúpula, así como la implementación de medidas para proteger el edificio contra la humedad y otros factores ambientales.